# Pleiomorpha eumeces
Pleiomorpha eumeces är en fjärilsart som beskrevs av Lajos Vári 1961. Pleiomorpha eumeces ingår i släktet Pleiomorpha och familjen styltmalar. Inga underarter finns listade i Catalogue of Life.